# Will Genia
Will Genia (ur. 17 stycznia 1988 w Port Moresby) – australijski rugbysta pochodzący z Papui-Nowej Gwinei, grający na pozycji łącznika młyna w zespole Reds oraz w reprezentacji narodowej. Zwycięzca Super Rugby i Pucharu Trzech Narodów w sezonie 2011 oraz zdobywca srebrnego i brązowego medalu podczas pucharu świata, juniorski mistrz świata.
W szczycie formy uważany był za jednego z najlepszych łączników młyna na świecie. Jego umiejętności sprawiły, że już w wieku 23 lat porównywany był do legend australijskiego rugby na tej pozycji: George’a Gregana, Nicka Farr-Jonesa, Kena Catchpole'a, Johna Hipwella i Cyrila Burke’a. Wśród nich wymieniane były szybkie myślenie i ocena sytuacji, nieprzewidywalność, sportowy spryt i umiejętność wyszukiwania luk w obronie przeciwnika przy przegrupowaniach, a także siła, szybkość, balans ciała, zdolności przywódcze i świetne czytanie gry, jak również szybkie i dokładne podania, gra nogą, wykorzystywanie strony zamkniętej oraz doskonałe zarządzanie formacją młyna. Umiejętności przywódcze zostały dostrzeżone zarówno w klubie, jak i w reprezentacji, i zaowocowały nominacją na kapitana drużyny.
Jego partnerstwo z Quade’em Cooperem na pozycji łączników młyna i ataku porównywane było natomiast do osiągających znaczące sukcesy, włącznie z Pucharem Świata, takich duetów jak Nick Farr-Jones i Michael Lynagh czy George Gregan i Stephen Larkham. Niemały wpływ na ich obopólne zrozumienie miał fakt, iż pierwszy raz na boisku spotkali się w drużynie U-15.

## Kariera klubowa
Genia został ściągnięty do Queensland Reds przez nowo powołanego trenera tej drużyny, Eddiego Jonesa, wprost z drużyn juniorskich. W barwach Reds zadebiutował w listopadzie 2006 roku w sparingowym meczu z reprezentacją Japonii. Został przyjęty do Akademii Reds na sezon 2007, a swoje pierwsze spotkanie w Super 14 rozegrał już w inauguracyjnej kolejce przeciwko Hurricanes – nie wystąpiwszy wcześniej w żadnym seniorskim meczu swojego klubu, GPS Rugby. W całym sezonie nie wyszedł na boisko tylko w dwóch spotkaniach, a pierwsze punkty zdobył przed własną publicznością w meczu przeciwko południowoafrykańskim Lions. W lecie 2007 roku zagrał we wszystkich ośmiu spotkaniach zespołu Ballymore Tornadoes w jedynym rozegranym sezonie rozgrywek Australian Rugby Championship również zdobywając jedno przyłożenie. W tym samym roku otrzymał także nagrodę dla najlepszego juniora Queensland.
W sezonie 2008 ze zmiennym szczęściem walczył o miejsce w składzie Reds z Samem Cordingley i Benem Lucasem, natomiast przełomowy okazał się być dla niego sezon 2009. Pomimo miesięcznej kary za niebezpieczną szarżę zyskał stałe miejsce w meczowej kadrze Reds oraz uznanie w oczach selekcjonera reprezentacji kraju. Z powodu zerwanego ścięgna w dłoni opuścił ostatnie trzy mecze sezonu zakończonego przez Reds na dwunastej lokacie, w sierpniu udał się jednak na szkoleniowy wyjazd do Europy. W tym czasie związał się również z klubem Norths, do którego po jednym sezonie gry przeszedł z Wests.
W październiku 2009 roku przedłużył kontrakt z Reds o kolejne dwa lata, a w styczniu 2010 został mianowany wicekapitanem zespołu. Kontuzja kolana Jamesa Horwilla odniesiona w drugiej rundzie rozgrywek zakończyła sezon dotychczasowego kapitana drużyny, w wyniku czego nowy trener, Ewen McKenzie, przekazał jego obowiązki Genii, który tym samym został najmłodszym od 35 lat przywódcą Reds. W nowej roli rozegrał pełne osiemdziesiąt minut we wszystkich pozostałych spotkaniach sezonu, we dwóch wcześniejszych opuściwszy jedynie po pięć ostatnich minut. Jego drużyna zaś zakończyła sezon na piątym miejscu – najlepszym od 2002 roku – a ostatni mecz, przeciwko Highlanders, zawodnik kończył z naderwanym więzadłem w kolanie. Dobra gra w sezonie 2010 została doceniona przyznawanym przez samych graczy Reds medalem Pileckiego dla najlepszego zawodnika klubu, a także ustanowioną w tym roku nagrodą fanów zespołu, zaś nagrodę dla najlepszego australijskiego zawodnika Super 14 jednym głosem przewagi nad Genią wygrał Quade Cooper.
Po zakończeniu rehabilitacji Horwilla Genia powrócił do roli wicekapitana na sezon 2011. Wystąpił następnie we wszystkich osiemnastu meczach sezonu opuszczając ponownie tylko dziesięć minut gry, Reds zaś zdobyli pierwszy w historii klubu tytuł Super Rugby pokonując w finale nowozelandzkich Crusaders. Sam Genia walnie przyczynił się do tego sukcesu uczestnicząc przy pierwszym oraz zdobywając decydujące o zwycięstwie przyłożenie po 65-metrowym sprincie. Znakomity sezon Super Rugby zaowocował otrzymaniem nagrody dla najlepszego australijskiego gracza tych rozgrywek, wyprzedzając Quade’a Coopera i odwracając tym samym kolejność z sezonu poprzedniego, a także drugi rok z rzędu medalu Pileckiego.
W sezonie 2012 zagrał pełne osiemdziesiąt minut w każdym ze spotkań Reds, a w przegranym meczu play-off z Sharks wystąpił w roli łącznika ataku, pod koniec kampanii pełniąc ponownie rolę kapitana. Drugi rok z rzędu uznany został za najlepszego australijskiego gracza Super Rugby, znów wygrywając jednym punktem, tym razem przed Scottem Higginbothamem. Ponownie znalazł się też w pierwszej trójce walczących o medal Pileckiego oraz zdobył po raz drugi nagrodę kibiców. Pod koniec kwietnia 2012 roku ogłosił przejście od nowego sezonu do drużyny Western Force oferującej mu wyższy o połowę kontrakt – 550-600 tysięcy AUD za sezon. Trzy dni później przedłużył jednak kontrakt z Reds o kolejne trzy lata otrzymując wcześniej sygnalizowane przez menedżerów zawodnika 400 tysięcy AUD. W październiku tego roku pojawiły się jednak doniesienia prasowe, iż wskutek niepodpisania z Australian Rugby Union dodatku dla reprezentantów rozważana jest opcja jego występów w japońskiej lidze, umowę jednak udało się sfinalizować pod koniec listopada. W kwietniu przeniósł się także do lokalnego zespołu Sunshine Coast Stingrays.
Po kontuzji kolana powrócił do rozgrywek Super Rugby w połowie marca 2013 roku meczem z Western Force. Pod koniec sezonu zasadniczego zmagał się z niegroźnymi kontuzjami, zagrał jednak w przegranym pojedynku play-off z Crusaders. Zaliczywszy dwanaście pojedynków w tym sezonie wraz z George’em Smithem uplasował się na drugiej pozycji w plebiscycie na najlepszego zawodnika tych rozgrywek, zwyciężył zaś Michael Hooper. Kolejny sezon był wyjątkowo słaby w wykonaniu Reds, którzy okupowali ostatnią pozycję w tabeli, Genia zaś wykazywał jedynie przebłyski dobrej formy. Pod koniec maja zaliczył swój setny występ w stanowych barwach jako dwudziesty dziewiąty zawodnik w historii Queensland, z końcówki sezonu Super Rugby wyeliminowała go jednak kontuzja kostki. Jego powrót z rehabilitacji nastąpił w nowo powstałych rozgrywkach National Rugby Championship, gdzie został przydzielony do zespołu Brisbane City. Genia pojawił się na boisku w trzech spotkaniach, a jego drużyna pomimo trzeciej pozycji po fazie zasadniczej triumfowała w inauguracyjnym sezonie. W związku z kończącym się rok później kontraktem media sugerowały zainteresowanie zawodnikiem ze strony angielskiego Bath oraz francuskich klubów Stade Français, LOU, RC Toulonnais czy Stade Toulousain, a następnie podpisanie trzyletniej umowy z paryskim klubem. Richard Graham wybierając grupę liderującą na sezon 2015 pominął w niej całkowicie Genię.

## Kariera reprezentacyjna
Genia był stypendystą ogólnokrajowych programów National Talent Squad oraz Australian Institute of Sport. W stanowych barwach występował w kadrze U-16 w 2004 roku plasując się z Quade’em Cooperem, James Hansonem i Davidem Pocockiem na trzecim miejscu mistrzostw kraju, a następnie wraz z Cooperem oraz Mitchellem Wattem w zespole U-18. Z tą drużyną w 2005 roku zdobył drugie miejsce w mistrzostwach kraju oraz wystąpił w meczu przeciwko japońskim rówieśnikom, po czym został powołany do kadry Australian Schoolboys A. Następnie reprezentował Queensland w drużynie U-19, a z kadrą narodową w tej kategorii wiekowej, która obejmowała między innymi takich zawodników jak przyszli reprezentanci Australii Anthony Faingaʻa, Saia Faingaʻa, David Pocock, Lachie Turner i Włoch Luke McLean, zwyciężył w Dubaju w MŚ 2006. Będąc zmiennikiem Josha Holmesa wystąpił w dwóch z pięciu meczów tego turnieju nie zdobywając punktów. W roku następnym został nominowany do drużyny, która miała bronić tytułu na kolejnych mistrzostwach świata, jednak ostatecznie nie znalazł się w kadrze wylatującej do Belfastu z powodu zobowiązań klubowych. Z reprezentacją U-20 natomiast zajął piąte miejsce na MŚ juniorów w 2008, dodatkowo w spotkaniu z Anglikami otrzymując nagrodę dla zawodnika meczu. Zagrawszy w pierwszych trzech meczach i zdobywając jedno przyłożenie wraz z dwoma innymi zawodnikami powrócił do kraju z powodu kontuzji.
Szansę na debiut w seniorskiej reprezentacji Genia otrzymał już w kolejnym sezonie, odniesiona podczas sezonu ligowego kontuzja nie pozwoliła mu jednakże na stawienie się na zgrupowaniu kadry przed czerwcowymi meczami. Robbie Deans podtrzymał jednak jego nominację do składu na Puchar Trzech Narodów 2009. Pierwszy raz w koszulce Wallabies Genia wystąpił 18 lipca, kiedy to pojawił się na boisku pod koniec inaugurującego rozgrywki spotkania z Nową Zelandią. W kolejnych trzech meczach również wchodził z ławki rezerwowych, jednak już w ostatnich dwóch spotkaniach znalazł się w podstawowym składzie, spychając do rezerwy Luke’a Burgessa. Umocnił swoją pozycję podczas jesiennej wyprawy do Japonii i próby zdobycia Wielkiego Szlema na Wyspach Brytyjskich, a w szczególności spotkaniem z Anglią, gdzie został wybrany graczem meczu oraz zdobył swoje pierwsze w kadrze przyłożenie. Sezon, w którym wystąpił w jedenastu meczach kadry, zakończył zwycięskim występem w barwach Barbarians przeciwko All Blacks.
Powołany na testmecze w czerwcu 2010 powracający po kontuzji kolana zawodnik wystąpił tylko w jednym z nich, przeciwko Anglikom, podczas którego złamał kciuk. Szybsza niż zakładano rehabilitacja, podczas której trenował w swoim lokalnym klubie Norths, pozwoliła mu jednak na wzięcie udziału w Pucharze Trzech Narodów. Uczestniczył we wszystkich spotkaniach turnieju zdobywając przyłożenia w dwóch meczach ze Springboks. Wraz z australijską reprezentacją udał się również na kończącą sezon wyprawę do Hongkongu i Europy, gdzie zagrał w czterech z pięciu meczów tournée, w tym w pierwszym od dziesięciu spotkań zwycięstwie nad Nowozelandczykami. Łącznie wystąpił zatem w jedenastu testmeczach tego sezonu. Podobnie jak rok wcześniej został wybrany do drużyny Barbarians, która tym razem pokonała reprezentantów RPA.
Reprezentacyjny sezon 2011 rozpoczął pierwszym od debiutanckiego sezonu występem w roli zmiennika w niespodziewanie przegranym meczu z Samoa. Zagrał następnie we wszystkich spotkaniach Pucharu Trzech Narodów, już w pierwszym z nich zostając zawodnikiem meczu. Ponownie to wyróżnienie otrzymał powracając po niegroźnej kontuzji w ostatnim, decydującym o tytule meczu tego turnieju – zdobył wówczas przyłożenie i przyczynił się do kolejnego – a Wallabies pierwszy raz od dziesięciu lat zwyciężyli w tych rozgrywkach. Dzięki tym występom otrzymał powołanie na Puchar Świata w Rugby 2011, gdzie zagrał w sześciu z siedmiu meczów swojego zespołu, nie pojawiając się tylko w spotkaniu z najsłabszą w grupie Rosją i był to jego jedyny opuszczony mecz w tym sezonie. Dodatkowo został 78 kapitanem drużyny narodowej, gdy poprowadził ją do zwycięstwa nad USA, a Australijczycy w całym turnieju zdobyli brązowe medale po wygranej nad Walią w meczu o trzecie miejsce. Przeciwko Walijczykom wystąpił jeszcze podczas jesiennego zwycięskiego minitournée, które obejmowało także mecz z Barbarians. W trakcie sezonu reprezentacyjnego Genia otrzymał nominację do wyróżnienia dla najlepszego gracza roku 2011 przyznawanego przez IRB, a także nagrodę dla reprezentanta roku według australijskich kibiców.
Wobec kontuzji Jamesa Horwilla był jednym z kandydatów do objęcia funkcji kapitana Wallabies podczas zaplanowanych na czerwiec 2012 roku testmeczów ze Szkocją i Walią, otrzymał ją jednak David Pocock. Zagrał we wszystkich czterech spotkaniach, szczególnie pozytywne recenzje otrzymując za pierwszy mecz z Walijczykami, a następnie w pierwszych trzech spotkaniach inauguracyjnej edycji The Rugby Championship. Rolę kapitana objął w drugim meczu tego turnieju, w kolejnym zaś doznał kontuzji więzadła krzyżowego przedniego w prawym kolanie, która wyeliminowała go z gry na pół roku. Opuścił zatem kolejnych osiem testmeczów rozegranych w tym roku, stwierdził jednak, iż dojdzie do pełni formy na tournée British and Irish Lions 2013.
Po zakończeniu rehabilitacji otrzymał powołanie na pierwszą od dwunastu lat wizytę British and Irish Lions w Australii. Był wyróżniającym się australijskim zawodnikiem w pierwszych dwóch spotkaniach, w trzecim zaś, decydującym o wyniku serii, Australijczycy doznali dotkliwej porażki. Jego wkład w przyłożenie, które zdobył Israel Folau w pierwszym meczu serii, został doceniony podczas gali John Eales Medal. Po objęciu funkcji selekcjonera kadry przez Ewena McKenzie pozostał w składzie na The Rugby Championship 2013. Zagrał w obu otwierających turniej spotkaniach z Nowozelandczykami, na mecz ze Springboks przejął zaś po kontuzji Horwilla funkcję kapitana. Zniżkująca podczas zawodów forma spowodowała, iż w pierwszym spotkaniu z Argentyną znalazł się poza wyjściowym składem, nie wszedł jednak na boisko, bowiem Nic White zagrał pełne osiemdziesiąt minut. Na ławce rezerwowych rozpoczął także rewanż z Południowoafrykańczykami, szansę gry otrzymał jednak w drugiej połowie, a jego wejście ożywiło nieco grę Australijczyków. Powrócił zatem do podstawowej piętnastki na kończący turniej pojedynek z Argentyńczykami. Dwa tygodnie później, w trzecim meczu Bledisloe Cup, rozegrał swój pięćdziesiąty mecz w kadrze, będąc trzydziestym dziewiątym reprezentantem, który osiągnął tę barierę. Wystąpił następnie we wszystkich pięciu testmeczach w Europie – po bardzo słabym występie przeciwko Anglikom jego gra poprawiła się w kolejnych czterech spotkaniach. W całym sezonie zagrał zatem w czternastu z piętnastu meczów kadry.
Przed sezonem 2014, w związku z rezygnacją z występów w kadrze Bena Mowena, był ponownie typowany na kapitana reprezentacji. Na jego pozycji zwiększyła się jednak konkurencja i po słabym sezonie ligowym Genia znalazł się poza meczowym składem na otwierający czerwcową serię testmecz, a rolę łączników młyna przejęli Nic White i Nick Phipps. Podobnie było w drugim spotkaniu, zaś następne osiem tygodni zawodnik spędził na operacji i rehabilitacji. Do szerokiej kadry powrócił na dwa ostatnie spotkania The Rugby Championship 2014, nie znalazł się jednak w meczowych składach, podobnie jak na trzeci testmecz o Bledisloe Cup. Nowy selekcjoner, Michael Cheika, powołał go na listopadowe tournée i pierwszą szansę gry w tym roku otrzymał w towarzyskim meczu z Barbarians. Pojawił się następnie z ławki rezerwowych na kilkanaście minut w trzech z czterech testmeczów, tracąc to miejsce na pojedynek z Anglią.

## Varia
- Rodzice: Elizabeth, piastująca kierownicze stanowisko w banku centralnym[234][235], i Kilroy, który kilkukrotnie obejmował ministerialne stanowiska w rządzie Papui-Nowej Gwinei[236], dawniej grając w rugby league[234][237]. Rodzeństwo: dwie młodsze siostry (Lorraine i Alle-Marie), natomiast obydwaj bracia również grają w rugby union na pozycji łącznika młyna – starszy, Francis, występował w reprezentacji kraju, a młodszy, Nigel, uczestniczył z kadrą U-20 w Junior World Rugby Trophy 2010[9][234].
- Żonaty z Vanessą, córka Olivia[238][239].
- Pierwsze imię, Sanchez, zostało mu nadane przez stryja na cześć meksykańskiego boksera Salvadora Sáncheza[240].
- W wieku dwunastu lat został wysłany do Brisbane Boys College, szkoły z internatem, do której uczęszczali też jego bracia. W dzieciństwie grywał jedynie w „podwórkowe” wersje rugby league i krykieta, dopiero w Brisbane zetknął się zatem z zorganizowanym, drużynowym sportem[237][241]. Występował w szkolnych drużynach krykieta i rugby union, a mając piętnaście lat ostatecznie zdecydował się na związanie z tą ostatnią dyscypliną[236]. Początkowo występował jako skrzydłowy, następnie na środku ataku, po czym przeniósł się na pozycję łącznika młyna[242][243][241].
- Potrafił wycisnąć sztangę ważącą 172 kilogramy[244], w 2011 roku podniósł ten rezultat do 180 kilogramów[245].
- Był ambasadorem Kokoda Track Foundation[246].

## Osiągnięcia
- Puchar świata w rugby – 3. miejsce: 2011, 2. miejsce: 2015
- Puchar Trzech Narodów – zwycięstwo: 2011
- Super Rugby – zwycięstwo: 2011
- National Rugby Championship – zwycięstwo: 2014
- Australian Super Rugby Player of the Year – 2011, 2012
- Medal Pileckiego – 2010, 2011